# Educación superior en México
La educación superior en México es realizada a través de instituciones de educación superior (IES) tanto del sector público como del sector privado. El principal grado cursado por la mayoría de los estudiantes es el de Licenciatura, que usualmente es acreditado entre 4 y 5 años en tiempo mínimo por los que terminan los estudios. Los grados ofrecidos son Técnico Superior Universitario, Licenciatura, Especialización, Maestría y Doctorado. Asimismo, se ofrecen diplomados y cursos de educación continua.